# 189795 McGehee
189795 McGehee este un asteroid din centura principală de asteroizi.

## Descriere
189795 McGehee este un asteroid din centura principală de asteroizi. A fost descoperit pe 5 martie 2002 la Apache Point Observatory în cadrul programului Sloan Digital Sky Survey. Asteroidul prezintă o orbită caracterizată de o semiaxă mare de 2,75 ua, o excentricitate de 0,06 și o înclinație de 6,5° în raport cu ecliptica.